# Lillerød Kommune
Lillerød Sognekommune omfattende kun eet sogn, Lillerød og blev oprettet i 1842 i henhold til anordning af 13. august 1841 om landkommunalvæsenet. Lillerød Sognekommune eksisterede indtil kommunalreformen 1970, hvor kommunen blev sammenlagt med Lynge-Uggeløse Kommune til Allerød Kommune.
Lillerød Kommune lå i Lynge-Kronborg Herred, Frederiksborg Amt.

## Infrastruktur
Lillerød kommune blev gennemskåret af både en vigtig landevej og fra begyndelsen af 1900-tallet tillige af en jernbaneforbindelse.

### Vejnet
De vigtigste vejforbindelser var landevejen mellem København og Hillerød, som passerede forbi Lillerød by omend i nogen afstand fra byen.

### Baneforbindelser
I 1864 anlagdes Nordbanen med station øst for landsbyen (Lillerød Station). Dette skulle efterhånden få stor betydning for byudviklingen, dog først efter århundredeskiftet: efter anlæggelsen af Lillerød Station udviklede der sig en omfattende villabebyggelse omkring stationen, ligesom byen fik en del industri.

## Befolkningsudviklingen i Lillerød Kommune
Ved oprettelsen fandtes kun eet større bysamfund i kommunen, Lillerød, som ved århundredeskiftet (1900) havde kirke og skole, samt dele af landsbyen Børstingerød.
I 1864 anlagdes Nordbanen med station øst for Lillerød. Dette bevirkede, at der efterhånden skete en begyndende byvækst i byen og ved stationen. Lillerød Stationsby havde 246 indbyggere i 1911 og 319 indbyggere fordelt på 47 husstande i 1916.
Gennem mellemkrigstiden voksede indbyggertallet i Lillerød Stationsby fra 454 i 1921 til 569 i 1925, 1.009 i 1930, 1.370 fordelt på 370 husstande i 1935, 1.953 indbyggere fordelt på 599 husstande i 1940
Lillerød fortsatte sin udvikling efter 2. verdenskrig: byen havde 2.321 indbyggere fordelt på 723 husstande i 1945, 2.483 indbyggere fordelt på 751 husstande i 1950, 3.832 indbyggere i 1955 og 4.273 indbyggere i 1960. Lillerød var da begyndt at vokse ud over kommunegrænsen og ind i Blovstrød Kommune og Lynge-Uggeløse kommune. I 1965 var Lillerød vokset til 5.319 indbyggere.

### Næringsfordeling
Ifølge folketællingen 1890 var næringsfordelingen i Lillerød sogn følgende: 42 levede af immateriel virksomhed, 215 af jordbrug, 0 af gartneri, 0 af fiskeri, 68 af industri, 58 af andre næringsveje, 9 af egne midler og 6 var under fattigvæsenet. Foruden landbrug spillede også industri (nærmere bestemt tørveudvinding) en beskeden rolle.
Ifølge folketællingen 1906 var næringsfordelingen i Lillerød sogn følgende: 13 levede af immateriel virksomhed, 213 af landbrug, skovbrug og mejeri, 0 af fiskeri, 172 af håndværk og industri, 21 af handel, 56 af samfærdsel (jernbane, post- og telegrafvæsen, transport og søfart), 17 som kapitalister og aftægtsfolk, 16 var offentligt forsørgede og 8 levede af andre og uangivne næringer. Industri spillede nu næsten en lige så stor rolle som landbrug.
Ifølge folketællingen 1930 var næringsfordelingen i Lillerød kommune følgende: 219 levede af landbrug med videre, 527 af håndværk og industri, 91 af handel, 154 af transport, 43 af immateriel virksomhed, 70 af husgerning, 99 var ude af erhverv, og 10 havde ikke angivet indtægtskilde. Industri var nu blevet den vigtigste næringsvej, og den lå overvejende til tilknytning til Lillerød by, hvor også handel, transport og immateriel virksomhed var samlet. Der var på samme tid en begyndende pendling til hovedstaden.
Ifølge folketællingen 1950 var næringsfordelingen i Lillerød kommune følgende: 191 levede af landbrug med videre, 1.390 af håndværk, industri og byggeri, 334 af handel, 170 af transport, 366 af immaterielle erhverv, 245 af formue, rente og lignende, mens 20 ikke havde angivet indkomstkilde. Byudviklingen var nu stærkt fremskreden, og Lillerød havde udviklet sig til en satellitby i forhold til Hovedstaden.

## Byudviklingsplaner
Allerede i mellemkrigstiden var byplanlæggere opmærksomme på byudviklingen og det voksende behov for at sikre rekreative områder. I Københavnsegnens Grønne Omraader. Forslag til et System af Omraader for Friluftsliv udgivet at Dansk Byplanlaboratorium i 1936 blev det foreslået at opbygge et system af fredede områder og skove forbundne med et net af gang- og cykelstier, og Nordbanen blev anset for en mulighed for at bringe storbyens befolkning udflugtsmulighed i Tokkekøb Hegn og Ravnsholt Skov, som begge lå nær Lillerød station. Desuden skulle Allerød Sø, Kattehale Mose og Sortemosen gøres mere tilgængelige fra Lillerød station.
Den fremadskridende byudvikling i forbindelse med Hovedstaden førte også til, at der den 6. oktober 1949 nedsattes et byudviklingsudvalg for Københavns-egnen, som den 2. maj 1951 offentliggjorde "Betænkning vedrørende Partiel Byudviklingsplan nr. 2 for Københavns-egnens byudviklingsområde", men Lillerød blev ikke anset for at være berørt af byudvikling på daværende tidspunkt. Ganske anderledes var det mindre end ti år senere. Betænkning vedrørende Partiel Byudviklingsplan nr. 4 for Københavns-egnens byudviklingsområde afgivet i 1960 omfattede også Lillerød kommune. Man konstaterede, at der i Lillerød siden 2. verdenskrigs afslutning var sket en omfattende udstykning af nye parceller til boligformål i Lillerød, herunder byggeri med statslån og under indtryk af, at byen lå transportmæssigt fordelagtigt ved Nordbanen, og at byudviklingen forudsattes ikke at være i konflikt med frednings- og friluftsinteresser, blev udpeget byudviklingsområder i tilknytning til byen lagt i inderzone og mellemzone, det vil sige skulle kunne inddrages til bebyggelse på længere sigt. Det var forudsat, at Lillerød ville forblive et selvstændigt og rimeligt klart afgrænset byområde, omend dette allerede var ved at brede sig i Lynge-Uggeløse kommune. Om Lillerød by, der blev betegnet som forstad hed det, at "Lillerød er områdets største bydannelse med ca. 3.800 indbyggere (fordelt i tre kommuner, heraf mindre bebyggelser på Lynge overdrev i Lynge-Uggeløse kommune og i Allerød i Blovstrød kommune. Lillerød kan sammenlignes med Birkerød by eller i erhvervsmæssg henseende med Hørsholm by. Bebyggelsen er overvejende haveboligbebyggelse; der findes en del erhvervsvirksomheder (møbelfabrikker, savværker, lervareindustrier m.v.". Det blev beregnet, at der var plads til 1.610 nye boliger (foruden de 970, der allerede fandtes), når de foreslåede arealer i inder- og mellemzone var blevet bebygget.